# Marjorie Nicolson
Marjorie Hope Nicolson (* 18. Februar 1894 in Yonkers; † 9. März 1981 in White Plains) war eine US-amerikanische Literatur- und Wissenschaftshistorikerin.
Sie war die Tochter eines angesehenen Journalisten bei der Detroit Free Press und studierte Literatur (Anglistik) an der University of Michigan mit dem Bachelor-Abschluss 1914, unterrichtete in Saginaw und Detroit an Gymnasien (High School) bevor sie ihr Studium fortsetzte mit dem Master-Abschluss 1918. Sie wurde 1920 an der Yale University promoviert, unterrichtete danach wieder in Michigan und war 1926 bis 1929 als Post-Doktorandin an der Johns Hopkins University bei Arthur Oncken Lovejoy, den sie als ihren eigentlichen Lehrer betrachtete, und war dann einige Zeit Theaterkritikerin in der Zeitung ihres Vaters, bevor sie 1929 Professor am Smith College wurde. 1941 bis 1962 war sie Professorin an der Columbia University, wo sie zeitweise die Abteilung Graduate Studies in Anglistik und vergleichender Literaturgeschichte leitete.
Sie befasste sich mit britischer Literatur- und Wissenschaftsgeschichte im 17. Jahrhundert, besonders dem Verhältnis von Naturwissenschaft und  Literatur. Sie gab die Briefe der Philosophin Anne Conway heraus.
1971 erhielt sie den Pilgrim Award der Science Fiction Research Association für ihre Arbeiten zur Beziehung von Literatur und Wissenschaft.
Seit 1941 war sie Mitglied der American Philosophical Society. 1955 wurde sie Fellow der American Academy of Arts and Sciences. 1963 war sie Präsidentin der Modern Language Association. 1940 war sie als erste Frau Präsidentin von Phi Beta Kappa.
Sie war lange Herausgeberin des Journal of the History of Ideas.

## Schriften
- The Art of Description, F.S. Crofts & Co., 1937
- Newton Demands the Muse: Newton's Opticks and the Eighteenth Century Poets, Princeton University Press, 1946, 1966
- Voyages to the Moon, Macmillan 1948
- The Breaking of the Circle: Studies in the Effect of the „New Science“ on Seventeenth-Century Poetry, Columbia UP 1950, 2. Auflage 1962
- Science and Imagination, 1956; Archon Books 1976
- Mountain Gloom and Mountain Glory: The Development of the Aesthetics of the Infinite, 1959, University of Washington Press 1997
- A Reader’s Guide to John Milton, 1963, Syracuse University Press 1998
- Pepys' Diary and the New Science 1965
- Books are Not Dead Things, College of William and Mary, 1966
- Herausgeber mit George Rousseau: This Long Disease, My Life: Alexander Pope and the Sciences, Princeton University Press 1968
- John Milton: A Reader’s Guide to His Poetry, Octagon Books, 1971
- Herausgeber: The Conway Letters: The Correspondence of Anne, Viscountess Conway, Henry More and Their Friends, 1642–1684, Neuausgabe Oxford University Press, 1992 (Neuausgabe von Sarah Hutton, ursprünglich 1930 erschienen)
- Herausgeber mit David Stuart Rodes von Thomas Shadwell: The Virtuoso, by Thomas Shadwell, University of Nebraska Press, 1992
- Two Voices: Science and Literature, Rockefeller Institute Review, Band 1, Juni 1963, S. 1–11.